# Torrent de les Canals de Catllarí
El Torrent de les Canals de Catllarí és un afluent per l'esquerra de l'Aigua de Llinars que neix al terme municipal de Fígols malgrat que la major part del seu curs transcorre per les Canals de Catllarí, enclavament del municipi de Montmajor.

## Descripció
Neix a 1.962 msnm. al vessant de ponent del Coll de la Creu del Cabrer, als Rasos de Peguera i avança amb direcció global cap a ponent tot i que la primera meitat del seu curs la fa en direcció cap a les 10 del rellotge. Passa pel nord de l'Estació d'Esquí dels Rasos de Peguera i travessa de llevant a ponent l'enclavament de les Canals de Catllarí. Desguassa a l'Aigua de Llinars a 1.180 msnm.

## Xarxa hidrogràfica
La xarxa hidrogràfica del Torrent de les Canals de Catllarí està integrada per un total de 22 cursos fluvials. D'aquests, 8 són subsidiaris de 1r nivell, 9 ho són de 2n nivell i 4 ho són de 3r nivell.
La totalitat de la xarxa suma una longitud de 20.292 m. dels quals 5.794 transcorren pel terme municipal de Fígols i 14.737 pel de l'enclavament de les Canals de Catllarí (Montmajor)
| Codi del corrent fluvial          | Coordenades del seu origen                                  | longitud (en metres) |
| --------------------------------- | ----------------------------------------------------------- | -------------------- |
| Torrent de les Canals de Catllarí | 42° 8′ 34.89″ N, 1° 46′ 27.48″ E / 42.1430250°N,1.7743000°E | 4.715                |
| E1                                | 42° 8′ 24.11″ N, 1° 46′ 29.45″ E / 42.1400306°N,1.7748472°E | 395                  |
| D1                                | 42° 8′ 49.23″ N, 1° 46′ 33.28″ E / 42.1470083°N,1.7759111°E | 538                  |
| E2                                | 42° 8′ 25.32″ N, 1° 46′ 24.89″ E / 42.1403667°N,1.7735806°E | 370                  |
| D2                                | 42° 8′ 54.86″ N, 1° 46′ 31.60″ E / 42.1485722°N,1.7754444°E | 730                  |
| E3                                | 42° 8′ 19.38″ N, 1° 46′ 17.97″ E / 42.1387167°N,1.7716583°E | 577                  |
| D3                                | Xarxa del Risclaire                                         | 5.234                |
| E4                                | Xarxa del Torrent de Fontfreda                              | 7.096                |
| E5                                | 42° 8′ 40.34″ N, 1° 44′ 17.60″ E / 42.1445389°N,1.7382222°E | 380                  |
| E6                                | 42° 8′ 37.86″ N, 1° 43′ 57.15″ E / 42.1438500°N,1.7325417°E | 257                  |

## Perfil del seu curs
| Recorregut (en m.) | Altitud (en m.) | Pendent |
| ------------------ | --------------- | ------- |
| 0                  | 1.962           | -       |
| 500                | 1.904           | 11,60%  |
| 1.000              | 1.888           | 3,20%   |
| 1.500              | 1.727           | 32,20%  |
| 2.000              | 1.640           | 17,40%  |
| 2.500              | 1.478           | 32,40%  |
| 3.000              | 1.397           | 16,20%  |
| 3.500              | 1.306           | 18,20%  |
| 4.000              | 1.237           | 13,80%  |
| 4.500              | 1.198           | 7,80%   |
| 4.715              | 1.180           | 8,37%   |